# Corpo Governante das Testemunhas de Jeová

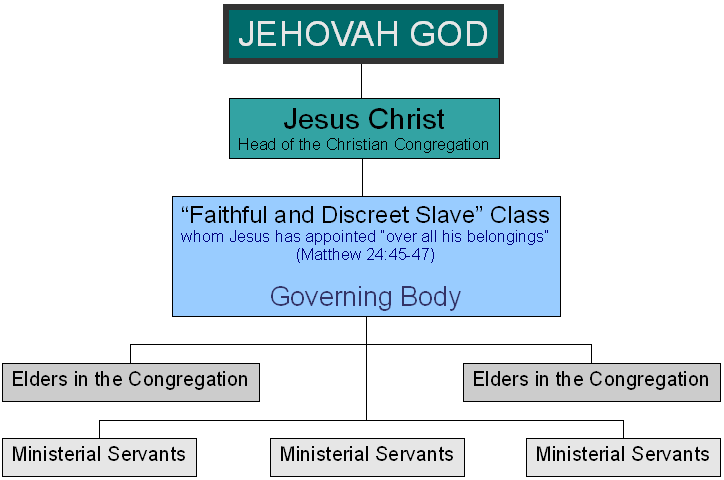
Diagrama que representa a estrutura organizacional das Testemunhas de Jeová.

O Corpo Governante é a liderança da religião
Testemunhas de Jeová. Não possui personalidade jurídica. Usa como principal entidade jurídica a Sociedade Torre de Vigia de Bíblias & Tratados (dos EUA) e suas filiais e congéneres. É um órgão colegial de
anciãos presbíteros com amplo poder deliberativo e executivo. Em 2013, o Corpo Governante assumiu ser o "escravo fiel " da parábola de Cristo em Mateus 24:45-47.
Afirmam ser concristãos e não Amos da Fé de cada Testemunha. Afirmam não serem inspirados por Deus (mas é o espírito santo de Deus que os guia) e nem ter o dom de profetizar. Seu entendimento religioso e as decisões tomadas são encaradas como procedentes de Deus, e por isso, vinculativas para cada Testemunha. A liderança esforça-se em manter uma boa imagem pública, positiva e consensual, e de credibilidade junto da Opinião Pública, autoridades judiciais e governamentais.
Seus novos entendimentos ou reajustamentos chamados de "Novas luzes", são considerados entendimentos progressivos da Verdade bíblica. Se as publicações da Torre de Vigia, baseadas em longos estudos e reflexões bíblicas, ensinarem que algo é biblicamente certo, isso será permitido. Se disserem que algo é biblicamente errado, será algo que os cristãos devem seguir, já que tal decisão está de acordo com a sua fé nas Escrituras. As Testemunhas de Jeová acreditaram que o Corpo Governante é o "Escravo Fiel e Prudente" designado por Jesus, por isso, acreditando estarem sob a liderança de Cristo, não criticam ou questionam a liderança e os ensinos baseados na Bíblia, assim como os primitivos cristãos aceitavam a liderança e as decisões tomadas pelos apóstolos e anciãos em Jerusalém .
O Corpo Governante (desde 2013, o “escravo fiel”), admitiu que "não recebe revelações da parte de Deus, nem é perfeito. Por isso, ele pode cometer erros ao explicar assuntos da Bíblia ou ao dar orientações". Mesmo assim, quando se reconhece um erro isso não é considerado pelas Testemunhas de Jeová como algo ruim. Na verdade é encarado como um refinamento no que elas chamam de "verdade bíblica". Isso tem permitido ao longo dos anos melhoramentos no entendimento de vários ensinos bíblicos.

## Origem
Em 1927, Joseph Rutherford, declarou que a identidade do "escravo fiel e discreto" [ou "servo sábio e prudente", na ALA] não é Charles Russell, mas a Diretoria da STV. Transformou a editora dos Estudantes da Bíblia fundada por Russell, na única Organização de Deus na Terra. Somente eles são o povo de Deus, os [verdadeiros] cristãos, a restauração do Verdadeiro Cristianismo.
Com Russell e Rutherford, o presidente da STV era o administrador dos assuntos da Torre de Vigia e o principal superintendente das congregações dos Estudantes da Bíblia.
Nathan Knorr mostrou-se ser um notável organizador e gestor de negócios, enquanto
Frederick William Franz, seu Vice-presidente, tornou-se no Teólogo da religião. Na Assembleia-geral da STV de 2 de outubro de 1944, a Diretoria da STV passou a ser encarada como "um Corpo Governante " para as Testemunhas de Jeová. Usam a parábola de Mateus 24:45-47 para extrair um sentido profético para justificar a existência do Corpo Governante e sua autoridade. Aproximou-se o Reino de Deus de mil anos, 1975, pág. 350
A noção atual de Corpo Governante distinta da Diretoria da STV , aparece em 1971. Em 1 de janeiro de 1976, o seu trabalho foi dividido por 6 comissões administrativas. Desde 1 de maio de 1992, alguns anciãos que não professam ser da "classe dos Ungidos" foram convidados a participar como assistentes - sem direito a voto - nas reuniões nas várias comissões. Em 7 de outubro de 2000, os membros do Corpo Governante que eram diretores da STV demitiram-se dos cargos, para que outros anciãos capacitados da Sede Mundial fossem eleitos diretores.
Em 1997, veio um novo entendimento sobre a "geração [gr. gená]" de 1914 "que não passará" de Mateus 24:34. Não é mais uma geração cronológica, mas geração de contemporâneos dos Últimos Dias. A "geração que não passará" é agora se aplica às Testemunhas que professam ser Ungidas com Espírito santo. Em 2007, foi posto fim no entendimento de que 1935 era o ano limite para "novos Ungidos". Isso permitiu que os "novos Ungidos" fossem aceitos sem questionamentos, e que alguns deles, fossem membros do Corpo Governante. Concluem que existe uma geração de Ungidos contemporânea dos eventos de 1914-1919 e uma nova geração contemporânea da "grande tribulação".

## Suas Comissões
As responsabilidades do Corpo Governante foram divididas por 6 comissões administrativas. Cada comissão é constituída entre 3 a 12 membros, todos tendo voz igual nos assuntos em consideração. Ao todo, são 23 anciãos. Cada Comissão têm um Coordenador e um adjunto - que servem por tempo indeterminado. Existe um rodízio na presidência das reuniões. Seus membros individuais podem servir em uma ou mais dessas comissões. Os assuntos são decididos por unanimidade em cada Comissão, são submetidos para apreciação final por todos os membros do Corpo Governante.
- Comissão de Pessoal: Supervisiona e cuida das necessidades dos membros da Ordem Religiosa de Servos especiais de Tempo integral, inclusive a designação/remoção de seus membros; supervisiona o trabalho realizado nas Fazendas da Torre de Vigia em Wallkill, Nova Iorque. É constituída por: Gerrit Losch, Geoffrey Jackson, David Splane, Gerald Grizzle, Patrick La Franca (pres. Ordem Religiosa), Peter Daniel Molchan (vice-pres. Ordem Religiosa) e Ralph Walls (vice-pres. Ordem Religiosa, Comissão da Filial EUA).

- Comissão Editora: Supervisiona o trabalho de impressão, edição e expedição de publicações em todos os complexos gráficos, supervisiona as operações financeiras relacionadas, bem como os Departamentos Legais. É constituída por: Samuel Herd, Stephen Lett, David Splane, Robert L. Butler (secr. tesour. STV Pensilvânia), Harold L. Corkern (pres. Suporte ao Serviço do Reino, Comissão da Filial EUA), Donald Gordon, Robert Luccioni, Alexander W. Reinmueller e David Sinclair.

- Comissão de Serviço: Supervisiona a realização da obra mundial de proselitismo, supervisiona o trabalho das comissões da Filial, dos superintendentes de Circuito, e dos pioneiros especiais e missionários. É constituída por: Samuel Herd, Gerrit Losch, Mark Sanderson, Gary Breaux, Joel Dellinger, Seth Hyatt, Chistopher Mavor, Baltasar Perla Júnior (Comissão da Filial EUA), William Tuner Júnior, Robert W. Wallen (vice-pres. STV Pensilvânia) e Leon Weaver Júnior (pres. STV Nova Iorque, Comissão da Filial EUA).

- Comissão de Ensino: Supervisiona a programação e a realização das reuniões congregacionais, assembleias e congressos, bem como de diversas escolas de treinamento especializado, mediante o Departamento de Escolas Teocráticas (que tem como superintendente William Samuelson). É constituída por: Geoffrey Jackson, Stephen Lett, Ken Flodin, William Malenfant (vice-pres. STV Pensilvânia), Mark Noumair (docente do Depart. de Escolas Teocráticas) e David Schafer.

- Comissão de Redação: Supervisiona a preparação de novas publicações da Torre de Vigia, o trabalho dos pesquisadores e redatores de artigos, o serviço de tradução, incluindo a produção de CDs e DVDs, e o trabalho do Departamento de Informação Pública. É constituída por: Samuel Herd, Geoffrey Jackson, Mark Sanderson, David Splane, Robert Ciranko (pres. STV Pensilvânia), James Mantz, Izak Marais, Marvin Gene Smalley e John N. Wischuk.

- Comissão dos Coordenadores: Antes chamada Comissão Presidente, é formada pelos coordenadores das 5 comissões administrativas, e por um secretário, que é também membro do Corpo Governante. Cuidam prontamente de situações de emergência, tais como: catástrofes naturais, conflitos armados, proscrição da obra, dificuldades no relacionamento com as autoridades governamentais e judiciais, com a comunicação social, bem como os assuntos enviados por cada Comissão da Filial e pelos Representantes da Sede Mundial. Sempre que necessário, convoca a reunião de todos os membros do Corpo Governante.[11] É constituída por: Stephen Lett, Mark Sanderson, John Ekrann (Comissão da Filial EUA) e Robert W. Wallen (vice-pres. STV Pensilvânia).

## Membros do Corpo Governante
São atuais membros do Corpo Governante, em ordem alfabética:
- David H. Splane (desde 2 de outubro de 1999)
- Gage Fleegle (desde janeiro de 2023)
- Geoffrey Jackson (desde 1 de setembro de 2005)
- Gerrit Lösch (desde 1 de julho de 1994)
- Jacob Rumph ( desde 5 de outubro de 2024)
- Jeffrey Winder (desde janeiro de 2023)
- Jody Jedele ( desde 5 de outubro de 2024)
- M. Stephen Lett (desde 2 de outubro de 1999)
- Mark Sanderson (desde 1 de setembro de 2012)
- Samuel F. Herd (desde 2 de outubro de 1999)
- Kenneth Cook (desde 24 de janeiro de 2018)

### Lista de anteriores membros (1972 a 2023)
- Albert D. Schroeder (1974-2006)[12]
- Anthony Morris III (2005-2023)
- Carey W. Barber (1977-2007)
- Charles J. Fekel (1974-1977)
- Daniel Sydlik (1974-2006)
- Ewart Chitty (1972-1979)
- Frederick William Franz (1972-1992)
- George D. Gangas (1971-1994)
- Grant Suiter (1972-1983)
- Guy H. Pierce (1999-2014)
- Hugo H. Riemer (1943-1965)
- John C. Booth (1974-1996)
- John E. Barr (1977-2010)
- John O. Groh (1972-1975)
- Karl F. Klein (1974-2001)
- Leo K. Greenlees (1972-1984)
- Lyman Alexander Swingle (1972-2001)
- Martin Pötzinger (1977-1988)
- Mílton George Henschel (1972-2003)
- Nathan Homer Knorr (1972-1977)
- Raymond Victor Franz (1972-1980)
- Theodore Jaracz (1974-2010)
- Thomas James Sullivan (1972-1974)
- William K. Jackson (1972-1981)
- William Lloyd Barry (1974-1999)

### Sites oficiais das Testemunhas de Jeová
- (em português) - Site oficial das Testemunhas de Jeová
- (em português) - Tradução do Novo Mundo das Escrituras Sagradas Bíblia on-line
- O que é o Corpo Governante das Testemunhas de Jeová